# Kejsarinnan
Kejsarinnan (tyska: Die Kaiserin) är en tysk historisk dramaserie som hade premiär den 29 september 2022. Seriens andra säsong hade premiär på Netflix den 22 november 2024.

## Handling
Serien utspelar sig i mitten av 1800-talet i det österrikiska kejsardömet och kretsar kring den rebelliska Elisabeth "Sisi" som förälskar sig i kejsare Franz.

## Rollista (i urval)
- Devrim Lingnau – Elisabeth von Wittelsbach
- Philip Froissant – Franz Joseph
- Melika Foroutan – Sophie
- Jördis Triebel – Ludovika
- Almila Bagriacik – Leontine von Apafi
- Svenja Jung – Louise Gundemann